# Penaia Ganilau
Ratu Sir Penaia Kanatabatu Ganilau (Taveuni, 28 luglio 1918 – Washington, 15 dicembre 1993) è stato un politico figiano.

## Biografia
Studiò al Northern Provincial School, Queen Victoria School, al Wadham College e all'Università di Oxford, dove si è diplomato nel 1946. Tornato nelle Figi, si unì al Colonial Administration Service, l'anno successivo e prestò servizio come District Officer (1948-1953). Nei successivi tre anni si occupò delle forze militari, da cui è stato congedato nel 1956 con il grado di tenente colonnello. Divenne il Roko Tui Cakaudrove nel 1956, la sua prima posizione amministrativa. Nel 1961 divenne vice-segretario per gli Affari delle Figi.

## Carriera politica
Nel 1963, nelle prime elezioni in cui i figiani votarono direttamente, Ganilau fu eletto al Consiglio legislativo, il precursore del moderno Parlamento delle Figi. Nel 1967, fu nominato Ministro degli affari delle Figi e degli enti locali, carica che ricoprì fino al 1970. In seguito fu Ministro per gli affari interni, Terreni e delle Risorse Minerarie (1970-1972), e divenne poi ministro delle comunicazioni, lavoro e turismo. Nel 1973, fu nominato vice primo ministro, carica che avrebbe mantenuto per il successivo decennio. Durante questo periodo, fu anche ministro degli Affari Interni (1975-1983). Nel 1983 divenne governatore generale.

## Ultimo governatore generale e primo presidente
Ganilau doveva essere l'ultimo governatore generale delle Figi. Due colpi di stato militari furono intrapresi nel 1987 dal tenente colonnello Sitiveni Rabuka. Dopo il primo colpo di Stato il 14 maggio, con aria di sfida, Ganilau si rifiutò di rinunciare alla carica di governatore generale. Tentatò di sostenere la costituzione, cercando di tornare alla democrazia parlamentare, ma un secondo colpo di stato lo costrinse a dimettersi da governatore generale il 15 ottobre 1987 con la fine della monarchia.
L'8 dicembre 1987 Ganilau è stato nominato primo presidente della nuova repubblica di Figi. Durante questo periodo, ha promulgato la costituzione del 1990. Le prime elezioni generali dopo la crisi del 1987 si sono tenute nel 1992. Rimase presidente e capo di stato fino alla sua morte, nel 1993, anche se problemi di salute lo avevano costretto a farsi sostituire dal suo vice Ratu Sir Kamisese Mara, nel 1992.

## Morte
Ganilau è stato sposato tre volte ed ebbe due figlie e sei figli, di cui uno, Ratu Epeli Ganilau, ha seguito le sue orme perseguendo una carriera politica. Morì all'età di 75 anni, il 15 dicembre 1993 a Washington, dove stava ricevendo delle cure mediche.